# Hallo Welt!
Hallo Welt! ist das dritte Studioalbum von Max Herre. Es erschien am 24. August 2012 bei Nesola. Es stieg auf Platz 1 der deutschen Charts ein.

## Entstehung
Bei dem Album wirkten viele namhafte Gastmusiker mit. So sang Herre Berlin - Tel Aviv gemeinsam mit Sophie Hunger. Bei Einstürzen neubauen war Samy Deluxe beteiligt, bei Fühlt sich wie fliegen an Cro. Die erste Single Wolke 7 nahm Herre gemeinsam mit Philipp Poisel auf.

## Rezeption
| Professionelle Bewertungen | Professionelle Bewertungen |
| -------------------------- | -------------------------- |
| Kritiken                   |                            |
| Quelle                     | Bewertung                  |
| laut.de                    | [ 1 ]                      |
| Tonspion                   | [ 2 ]                      |
| Plattentests.de            | [ 3 ]                      |

Die Webseite Laut.de vergab 4 von 5 Sternen. Simon Langemann schrieb, Herre liefere „ein Manifest der musikalischen Freiheit und Openmindedness ab“, „das in der deutschsprachigen Musiklandschaft seinesgleichen sucht“. Musikalisch blieb er sich treu, „indem er musikalisch neue Wege geht und auch ein Jahr vor seinem 40. Geburtstag auf höchstem Niveau polarisiert“. Florian Schneider von Tonspion.de zog als Fazit: „So bleibt ein verdammt gut und ein bisschen zu clever auf Hit produziertes „Back To The Roots“-Album, mit zwei unnötigen Coverversionen, die Herre sich besser für die nächste Tour aufgehoben hätte.“ Er gab 4 von 6 Sternen. In der Sendung Roche & Böhmermann vom 8. September 2012 kritisierte Charlotte Roche in Gegenwart von Max Herre das Album, verglich die Lieder mit Schlagersongs und sagte, dass sie schlechter seien als zu Beginn von Herres Karriere. Verschiedene Medien meldeten daraufhin, Herre habe deswegen kurzfristig das Studio verlassen. Roche sei hinterhergegangen und habe ihn zurückgeholt.
Im Jahr 2013 wurde das Album mit einer Goldenen Schallplatte ausgezeichnet.

## Titelliste
1. Hallo Welt!
2. Aufruhr (Freedom Time) feat. Patrice & Fetsum
3. DuDuDu
4. Jeder Tag zuviel feat. Antonino (Mega! Mega!)
5. Wolke 7 feat. Philipp Poisel
6. Solang feat. Tua
7. Einstürzen neubauen feat. Samy Deluxe
8. Fühlt sich wie fliegen an feat. Cro & Clueso
9. 1992
10. Vida feat. Aloe Blacc
11. KAHEDI Dub feat. Marteria
12. Berlin - Tel Aviv feat. Sophie Hunger
13. So wundervoll feat. Aloe Blacc
14. Nicht vorbei (bis es vorbei ist)
15. Rap Is feat. Megaloh

Die Limited Deluxe Edition enthält zwei zusätzliche Titel, Abserviert (Nr. 15) und Yvonne (Nr. 17). Außerdem enthalten ist eine zusätzlich CD mit allen Instrumentals des Albums.